# Адміністративний устрій Рогатинського району
Адміністративний устрій Рогатинського району — адміністративно-територіальний устрій Рогатинського району Івано-Франківської області на 1 міську раду, 1 селишну раду та 43 сільські ради, які об'єднують 89 населених пунктів і підпорядковані Рогатинській районній раді. Адміністративний центр — місто Рогатин.

## Список радРогатинського району
| №  | Назва                               | Центр                   | Населені пункти                                                                  | Площа км² | Місце за площею | Населення (2001), осіб. | Місце за населенням |
| -- | ----------------------------------- | ----------------------- | -------------------------------------------------------------------------------- | --------- | --------------- | ----------------------- | ------------------- |
| 1  | Рогатинська міська рада             | м. Рогатин              | м. Рогатин                                                                       | 15        | 31              | 8607                    | 1                   |
| 2  | Букачівська селищна рада            | смт Букачівці           | смт Букачівці с. Букачівська Слобода с. Витань с. Посвірж                        | 28.9      | 5               | 2007                    | 3                   |
| 3  | Бабухівська сільська рада           | с. Бабухів              | с. Бабухів                                                                       | 11.5      | 37              | 1145                    | 14                  |
| 4  | Васючинська сільська рада           | с. Васючин              | с. Васючин с. Вільхова                                                           | 17        | 26              | 997                     | 21                  |
| 5  | Вербилівська сільська рада          | с. Вербилівці           | с. Вербилівці с. Залужжя                                                         | 18.1      | 23              | 1771                    | 4                   |
| 6  | Верхньолипицька сільська рада       | с. Верхня Липиця        | с. Верхня Липиця с. Гоноратівка с. Городиська с. Зеленів с. Лопушня с. Малинівка | 33.3      | 3               | 2382                    | 2                   |
| 7  | Виспянська сільська рада            | с. Виспа                | с. Виспа с-ще Кам'янка с. Любша с. Мельна                                        | 35        | 1               | 671                     | 35                  |
| 8  | Вишнівська сільська рада            | с. Вишнів               | с. Вишнів с. Зруб                                                                | 17.6      | 24              | 539                     | 42                  |
| 9  | Воскресинцівська сільська рада      | с. Воскресинці          | с. Воскресинці                                                                   | 7.7       | 41              | 698                     | 32                  |
| 10 | Григорівська сільська рада          | с. Григорів             | с. Григорів с-ще Григорівська Слобода                                            | 13.6      | 32              | 546                     | 41                  |
| 11 | Данильченська сільська рада         | с. Данильче             | с. Данильче                                                                      | ?         | ?               | 421                     | 44                  |
| 12 | Дегівська сільська рада             | с. Дегова               | с. Дегова с. Приозерне                                                           | 18.2      | 22              | 784                     | 27                  |
| 13 | Дичківська сільська рада            | с. Дички                | с. Дички с. Яглуш                                                                | 27.7      | 8               | 561                     | 39                  |
| 14 | Добринівська сільська рада          | с. Добринів             | с. Добринів с. Корчунок                                                          | 29.4      | 4               | 872                     | 24                  |
| 15 | Долинянська сільська рада           | с. Долиняни             | с. Долиняни                                                                      | 17        | 27              | 1015                    | 18                  |
| 16 | Жовчівська сільська рада            | с. Жовчів               | с. Жовчів                                                                        | 16        | 30              | 713                     | 31                  |
| 17 | Заланівська сільська рада           | с. Заланів              | с. Заланів с. Малий Заланів                                                      | 5.8       | 43              | 744                     | 28                  |
| 18 | Кліщівнянська сільська рада         | с. Кліщівна             | с. Кліщівна                                                                      | 7.4       | 42              | 482                     | 43                  |
| 19 | Княгиницька сільська рада           | с. Княгиничі            | с. Княгиничі с. Загір'я                                                          | 23.6      | 11              | 1352                    | 8                   |
| 20 | Козарівська сільська рада           | с. Козарі               | с. Козарі с. Журавеньки                                                          | 34.1      | 2               | 1226                    | 11                  |
| 21 | Колоколинська сільська рада         | с. Колоколин            | с. Колоколин                                                                     | 12.7      | 35              | 682                     | 34                  |
| 22 | Конюшківська сільська рада          | с. Конюшки              | с. Конюшки с. Березівка                                                          | 22.1      | 16              | 1631                    | 6                   |
| 23 | Липівська сільська рада             | с. Липівка              | с. Липівка с. Воронів с. Кривня                                                  | 23.5      | 12              | 1167                    | 13                  |
| 24 | Луковецько-Вишнівська сільська рада | с. Луковець-Вишнівський | с. Луковець-Вишнівський с. Луковець-Журівський                                   | 22.5      | 15              | 688                     | 33                  |
| 25 | Лучинецька сільська рада            | с. Лучинці              | с. Лучинці с. Обельниця                                                          | 20.8      | 17              | 1658                    | 5                   |
| 26 | Нижньолипицька сільська рада        | с. Нижня Липиця         | с. Нижня Липиця с-ще Вигода                                                      | 16.7      | 28              | 720                     | 30                  |
| 27 | Підвинянська сільська рада          | с. Підвиння             | с. Підвиння с. Кутці с-ще Лісова с. Перенівка                                    | 17.3      | 25              | 1009                    | 19                  |
| 28 | Підгородянська сільська рада        | с. Підгороддя           | с. Підгороддя с. Луковище с. Руда                                                | 27.8      | 7               | 1064                    | 15                  |
| 29 | Підкамінська сільська рада          | с. Підкамінь            | с. Підкамінь                                                                     | 11.1      | 39              | 579                     | 38                  |
| 30 | Підмихайлівська сільська рада       | с. Підмихайлівці        | с. Підмихайлівці с. Журів                                                        | 16.1      | 29              | 1284                    | 9                   |
| 31 | Помонятівська сільська рада         | с. Помонята             | с. Помонята                                                                      | 9.3       | 40              | 875                     | 23                  |
| 32 | Потіцька сільська рада              | с. Потік                | с. Потік с. Залип'я                                                              | 23.4      | 13              | 933                     | 22                  |
| 33 | Пуківська сільська рада             | с. Пуків                | с. Пуків                                                                         | 24.2      | 10              | 1052                    | 16                  |
| 34 | Путятинська сільська рада           | с. Путятинці            | с. Путятинці                                                                     | 12.6      | 36              | 1018                    | 17                  |
| 35 | Сарниківська сільська рада          | с. Сарники              | с. Сарники с. Діброва с. Заливки                                                 | 28.9      | 6               | 1370                    | 7                   |
| 36 | Світанківська сільська рада         | с. Світанок             | с. Світанок с. Бойки с-ще Стефанівка                                             | 18.5      | 20              | 742                     | 29                  |
| 37 | Стратинська сільська рада           | с. Стратин              | с. Стратин с-ще Пилипівці с. Погребівка                                          | 26.4      | 9               | 644                     | 36                  |
| 38 | Уїздівська сільська рада            | с. Уїзд                 | с. Уїзд                                                                          | 5.4       | 44              | 358                     | 45                  |
| 39 | Фразька сільська рада               | с. Фрага                | с. Фрага с. Беньківці с. Підбір'я                                                | 20.6      | 18              | 1246                    | 10                  |
| 40 | Чагрівська сільська рада            | с. Чагрів               | с. Чагрів                                                                        | 18.9      | 19              | 827                     | 26                  |
| 41 | Чернівська сільська рада            | с. Чернів               | с. Чернів                                                                        | 13.6      | 33              | 616                     | 37                  |
| 42 | Черченська сільська рада            | с. Черче                | с. Черче                                                                         | 18.3      | 21              | 1168                    | 12                  |
| 43 | Чесниківська сільська рада          | с. Чесники              | с. Чесники                                                                       | 13.4      | 34              | 852                     | 25                  |
| 44 | Юнашківська сільська рада           | с. Юнашків              | с. Юнашків                                                                       | 11.5      | 38              | 1006                    | 20                  |
| 45 | Явченська сільська рада             | с. Явче                 | с. Явче с. Йосипівка с-ще Межигаї                                                | 22.7      | 14              | 549                     | 40                  |

* Примітки: м. — місто, смт — селище міського типу, с. — село, с-ще — селище